# Egyetértés (lengyel párt)
Az Egyetértés (lengyelül: Porozumienie) egy konzervatív liberális politikai párt Lengyelországban, amit 2017 novemberében alapítottak. Elnöke Jarosław Gowin miniszterelnök helyettes, aki a Lengyelek Együtt korábbi elnöke volt.

## Ideológiája
Az Egyetértés magát „modern konzervatív” pártnak tartja (mérsékelt konzervativizmus), amely az erős gazdasági liberalizmust támogatja, a bürokráciát pedig csökkenteni kívánja.

## 2021-es kormányválság
2021 augusztusában az Egyetértés politikusai kiléptek az Egyesült Jobboldali frakcióból, mert a Jog és Igazságosság a médiatörvényt szerette volna módosítani.